# Koenigsegg Regera
Koenigsegg Regera är en supersportbil som den svenska biltillverkaren Koenigsegg introducerade på Genèvesalongen i mars 2015.
Koenigsegg Regera är en laddhybrid där den konventionella förbränningsmotorn på 1100 hk kompletterats med tre elmotorer på sammanlagt 700 hk. Alla motorer driver på bakhjulen och den sammanlagda toppeffekten är begränsad till 1500 hk. Bilen startar alltid med elmotorerna och förbränningsmotorn kopplas in först när bilen kommit upp i fart. Genom att utnyttja elmotorns karaktäristik med fullt vridmoment redan från tomgångsvarvtal har Koenigsegg kunnat rationalisera bort den konventionella växellådan. Koenigsegg planerar att tillverka 80 exemplar med ett pris på 1,8 miljoner dollar (ca 15 miljoner svenska kr) plus skatter.